# Suka Meriah
Suka Meriah is een bestuurslaag in het regentschap Karo van de provincie Noord-Sumatra, Indonesië. Suka Meriah telt 408 inwoners (volkstelling 2010).